# الکسی شیروف
الکسی دمتریویچ شیروف (زاده ۴ ژوئیه ۱۹۷۲) استادبزرگ و نویسندهٔ شطرنج لتونیائی‌الاصل اهل اسپانیا است وی از اوایل دههٔ ۱۹۹۰ تاکنون همواره در جمع بهترین شطرنج‌بازان جهان قرار داشته‌است. آخرین ریتینگ او در ژوئیه ۲۰۱۰ با ریتینگ ۲۷۴۹ دوازدهمین شطرنج‌باز برتر در رده‌بندی جهانی این ورزش است.

## زندگی حرفه‌ای
شیروف سابقهٔ قهرمانی شطرنج زیر ۱۶ سال جهان در سال ۱۹۸۸ و نایب‌قهرمانی زیر ۲۰ سال جهان در ۱۹۹۰ دارد و در همین سال به درجهٔ استادبزرگی رسید.
او در سال ۱۹۹۸ در یک رویارویی دوجانبه با ولادیمیر کرامنیک برای تعیین رقیبی برای به چالش کشیدن گری کاسپاروف قهرمان وقت شطرنج جهان با ۲ برد، ۷ مساوی و بدون باخت به پیروزی رسید. اما به دلیل مشکلات مالی رقابت وی با کاسپاروف برگزار نشد. دو سال بعد که کاسپاروف در مقابل کرامنیک قرار گرفته و از او شکست خورد، شیروف مدعی بی‌اعتبار بودن این رقابت شد و این که این بازی حق او بوده‌است.
وی همچنین در سال ۲۰۰۰ به فینال قهرمانی شطرنج جهان فیده رسید که با امتیاز ۳٫۵–۰٫۵ در تهران بازی را به ویسواناتان آناند را واگذار کرد.
سبک بازی تهاجمی و تمایل او به پیچیده‌کردن بازی باعث شده تا شیوهٔ بازی شیروف را با میخائیل تال قهرمان جهان هموطنش که مدتی هم استاد او بود، مقایسه کنند.